# Partheniosz (grammatikus)
Partheniosz (1. század) görög grammatikus.

## Élete
A Szuda-lexikon szerint Dionüsziosz Perihégétész tanítványa volt. Athénaiosz többször idézi egy „Peri tón para toisz poiutaisz lexeón itoumena” című értekezését.